# Cigarra

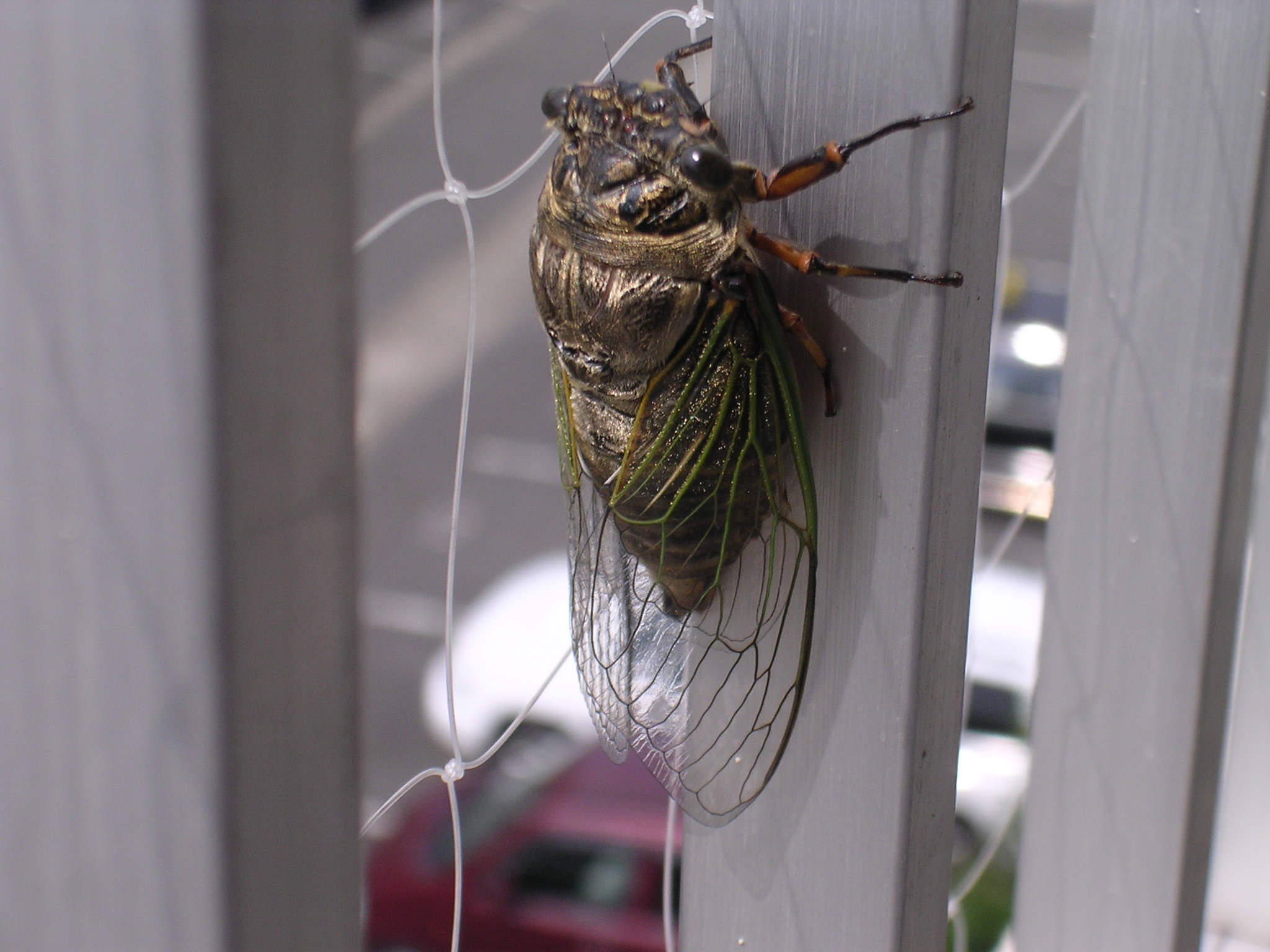
Uma cigarra repousada sobre uma madeira.

Cicadidae é uma família da ordem Hemiptera, subordem Homoptera, que agrupa os insetos conhecidos pelos nomes comuns de  cigarra e cega-rega. Existem mais de 1 500 espécies conhecidas deste insetos (sendo que a Carineta fasciculata pode ser considerada como a espécie-tipo brasileira). São notáveis devido à cantoria entoada pelos machos, diferente em cada espécie e que é ouvida no período quente do ano. Os machos destes insetos possuem aparelho estridulatório, situado nos lados do primeiro segmento abdominal, emitindo, cada espécie, um som característico. O som estridente de algumas espécies de cigarras registam 120 decibéis.
As cigarras também são reconhecidas pela forma característica e pelo tamanho grande, que varia cerca de 15 milímetros até pouco mais de 65 milímetros de comprimento e atingindo até 10 cm de envergadura. Possuem um bico comprido para se alimentar da seiva de árvores e plantas onde normalmente vivem.

## Características
Existem mais de 1 500 tipos diferentes de cigarra. Já foram detectados exemplares com desde vinte milímetros até 130 milímetros de comprimento. Normalmente, são encontrados em regiões de florestas tropicais.
No compartimento interno da barriga do macho, desenvolvem-se os músculos e os elementos que soltam o som do canto da cigarra, que serve para atrair a fêmea. Além disso, ele também canta quando é atacado ou capturado por inimigos naturais.

## Etimologia
"Cigarra" originou-se do termo latino cicaro.

## Ciclo de vida

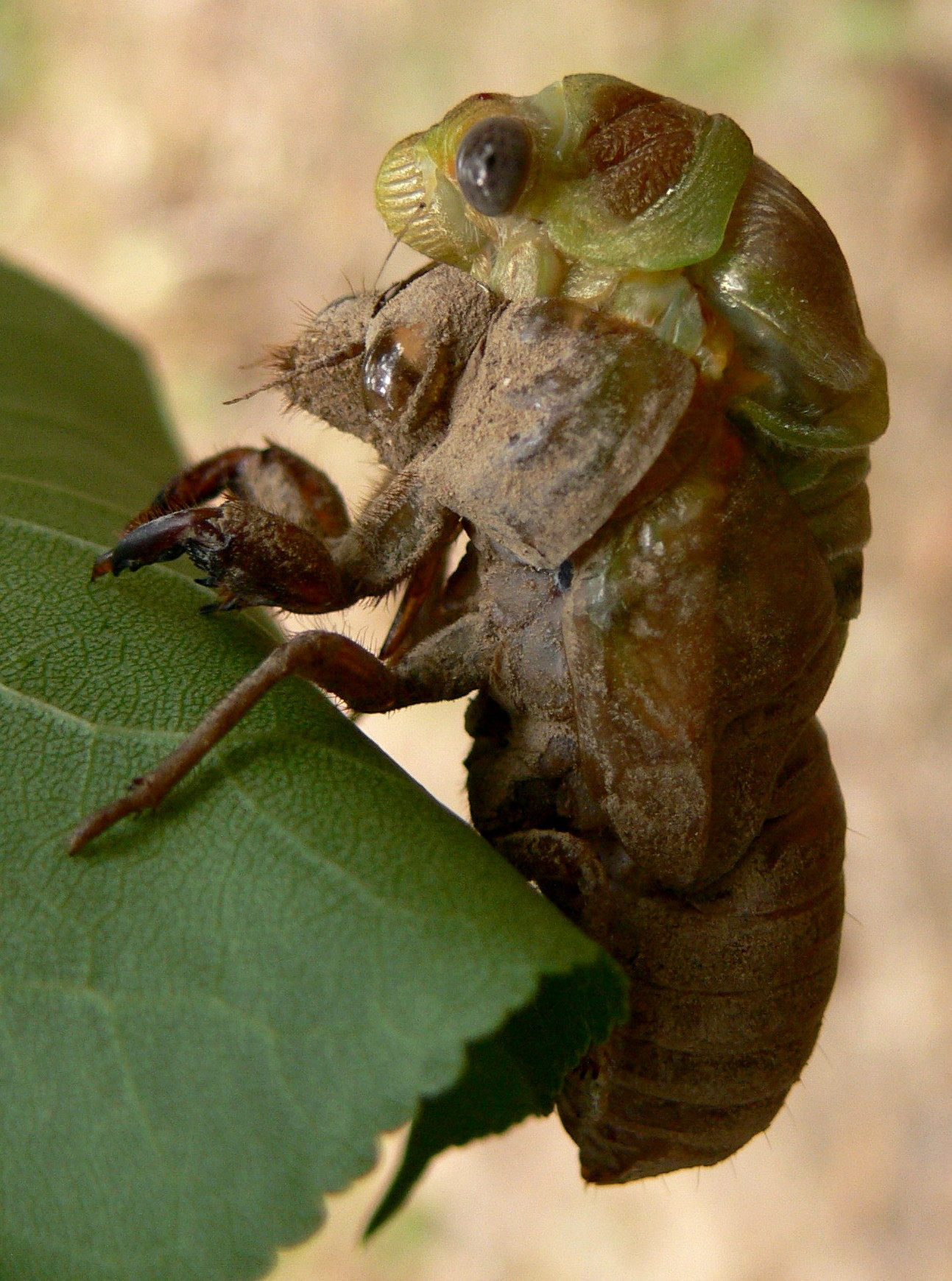
Uma cigarra em processo de ecdise.

A cigarra é um inseto de metamorfose incompleta (Hemimetabolismo). Ovo→ Ninfa→ Inseto adulto
- Fêmeas põem seus ovos e morrem logo depois. Os ovos eclodem.
- Os insetos jovens (ou "ninfas") caem no chão e entram na terra.
- As ninfas vivem na terra por 1 a 17 anos (depende da espécie) se alimentando da seiva de raízes.
- Depois desse período, elas cavam túneis, sobem nas árvores e sofrem uma metamorfose, a ecdise, se tornando adultas e prontas para o acasalamento.
- O acasalamento ocorre geralmente durante os meses quentes do ano, o que varia de acordo com a região geográfica.

### Fases do ciclo de vida

Sequência de fotos de uma cigarra realizando ecdise em Ohio, nos Estados Unidos.

Após o acasalamento, a fêmea faz cortes na casca de um galho para depositar os seus ovos. Ela pode fazer isso repetidamente, até que ela coloque várias centenas de ovos. Quando os ovos eclodem, as ninfas recém-nascidas caem no chão. A maioria das cigarras passa por um ciclo de vida que dura de dois a cinco anos. Algumas espécies têm ciclos de vida muito mais longo, como o gênero norte-americano, Magicicada, que tem um número distinto de "crias" que passam de 17 anos ou, no Sul dos Estados Unidos, um ciclo de vida de 13 anos. Estes ciclos de vida longos são talvez desenvolvidos como uma resposta a predadores, como a vespa assassina de cigarras e louva-deus.
As cigarras vivem no subsolo como ninfas a maior parte da sua vida, em profundidades que variam de cerca de 30 centímetros até 2,5 metros. A alimentação das ninfas é baseada na seiva elaborada da raiz das plantas, e elas têm fortes patas dianteiras para cavar. No final do estado ninfal, elas constroem um túnel de saída para a superfície e emergem. Então, após um período de aproximadamente duas horas, ocorre o rompimento do tegumento ao longo da linha da ecdise, por onde emerge o inseto adulto mudando (trocando de pele), em uma árvore por perto. Os exoesqueletos permanecem abandonados, agarrados à casca das árvores.

## Biologia

### Descrição

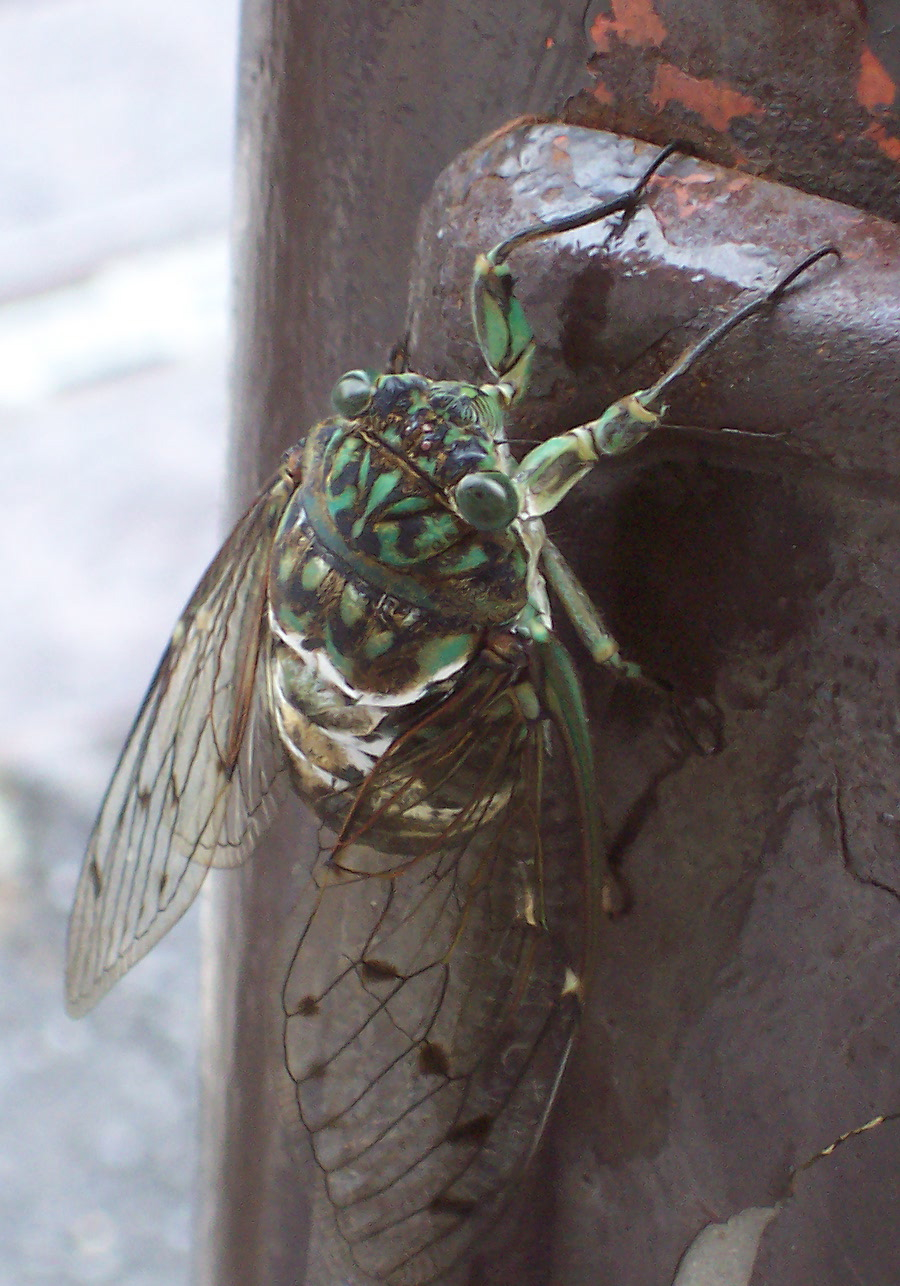
Uma Minh-min-zemi japonesa, ilustrando a onomatopeia (Hyalessa maculaticollis, Cigarra anual)

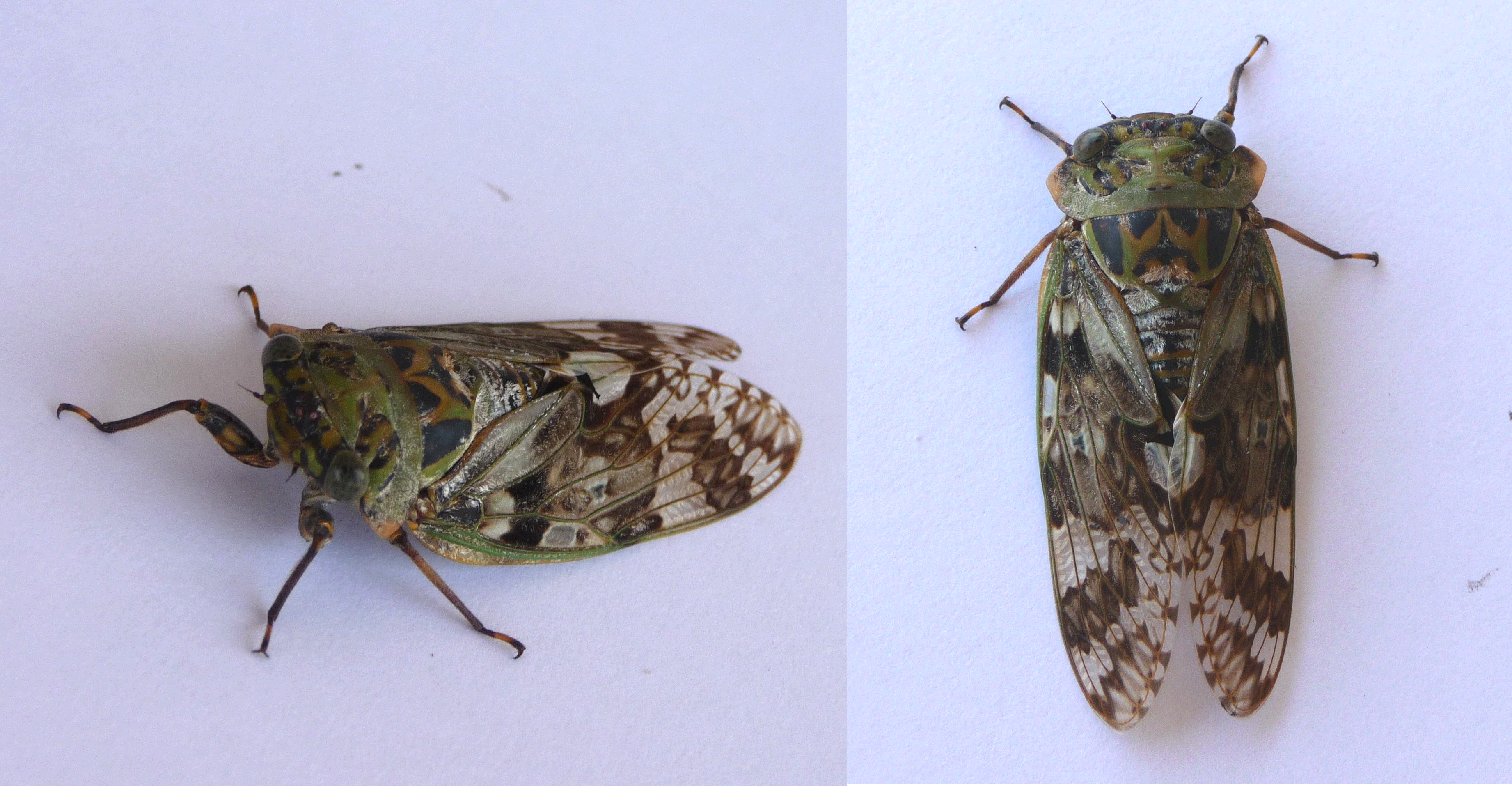
Uma Nii-nii-zemi japonesa (ニイニイゼミ, chamada pela onomatopeia; Platypleura kaempferi, Cigarra anual)

As cigarras são grandes insetos tornados conspícuos pelos chamados de acasalamento dos machos. Caracterizam-se por possuir três articulações nos társos e antenas pequenas com bases cônicas e de três a seis segmentos, incluindo uma seta na ponta. Os Auchenorrhyncha diferem de outros hemípteros por apresentarem um rostrum que se origina na região posteroventral da cabeça, membranas produtoras de som complexas e um mecanismo de encaixe das asas que envolve uma borda enrolada para baixo na face posterior da asa anterior e uma aba projetada para cima na asa posterior.
São saltadoras fracas, e as ninfas não saltam. Outra característica definidora é a adaptação dos membros anteriores das ninfas para a vida subterrânea. A família relicto Tettigarctidae difere das Cicadidae por apresentar o prótoro estendido até o escutelo e por não possuir o aparelho timpânico.

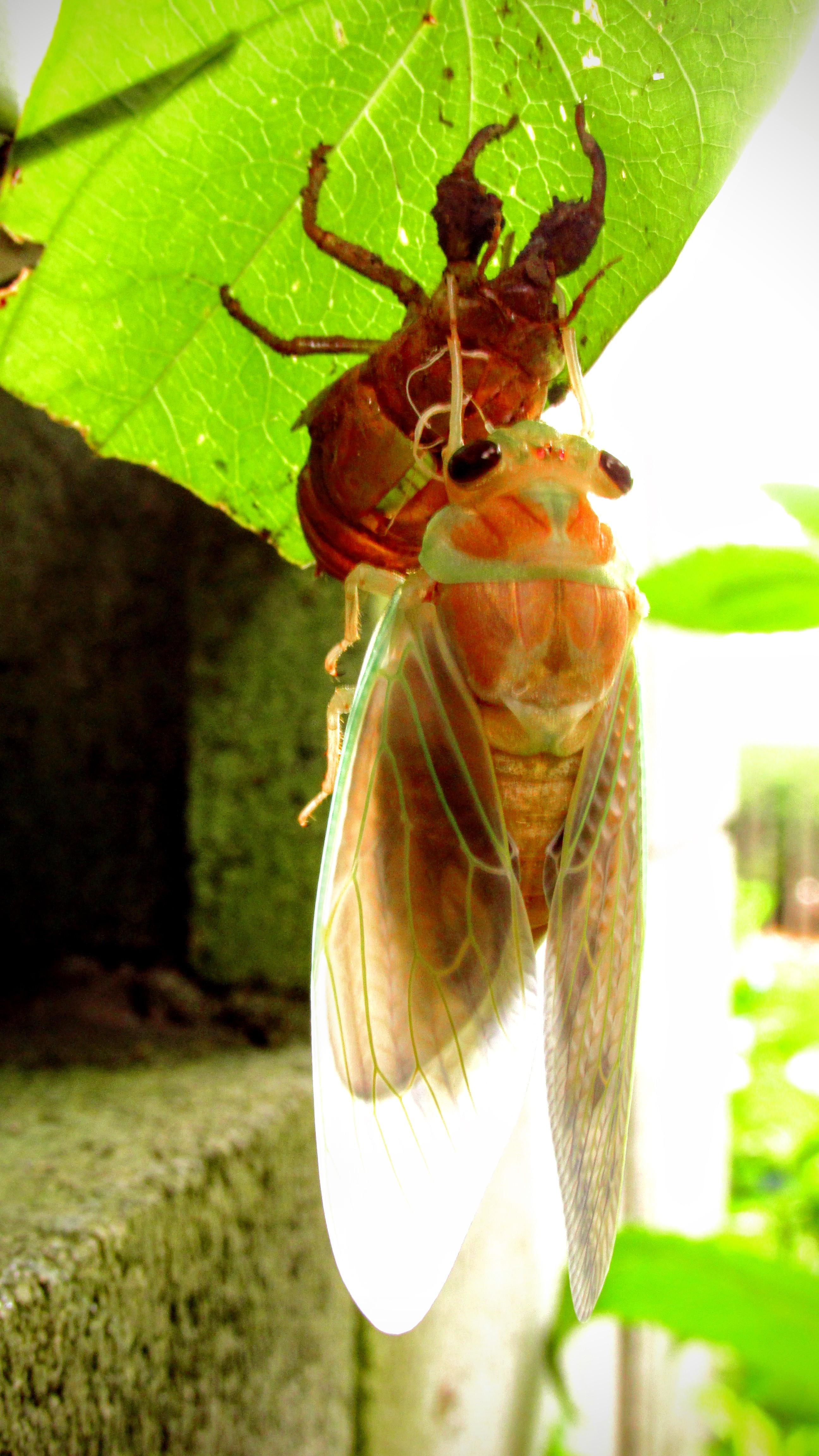
Uma cigarra negra logo após a muda no jardim de uma casa (prefeitura de Saitama, Japão)

O inseto adulto, chamado imago, mede 2 a 5 cm (1 a 2 pol) de comprimento na maioria das espécies. A maior — a Cigarra-imperatriz (Megapomponia imperatoria) — tem cerca de 7 cm (2,8 pol) de comprimento cabeça–corpo e envergadura de 18–20 cm (7–8 pol). Possuem olhos compostos proeminentes nas laterais da cabeça. As antenas curtas se projetam entre ou à frente dos olhos. Há ainda três pequenos ocelos no topo da cabeça, em triângulo entre os olhos compostos, o que distingue as cigarras de outros hemípteros. As peças bucais formam um longo e afiado rostrum que penetra na planta para sugar nutrientes. O postúplice é uma estrutura volumosa, em forma de “nariz”, entre os olhos, que ocupa a maior parte da face anterior da cabeça e abriga a musculatura de bombeamento.
O tórax, em três segmentos, aloja os poderosos músculos das asas. Há dois pares de asas membranosas, que podem ser hialino, turvas ou pigmentadas. A nervação das asas varia conforme a espécie e ajuda na identificação. O segmento médio do tórax possui um opérculo ventral, que às vezes se estende para ocultar parte do abdome. Este é segmentado, com os segmentos finais abrigando os órgãos reprodutores; nas fêmeas, termina em um grande ovipositor serrilhado. Nos machos, o abdome é oco e funciona como câmara de ressonância.
A superfície da asa anterior é superhidrofóbica, coberta por minúsculos cones cerosos que repelem a água e prendem partículas de sujeira, removidas quando a chuva escorre. Na ausência de chuva, o orvalho condensa-se nessas estruturas; ao coalescerem, gotículas impulsionam a cigarra a saltar alguns milímetros, ajudando também na limpeza das asas. Bactérias que pousam na superfície não são repelidas; suas membranas são rasgadas pelos nanospikes, tornando a asa de cigarra o primeiro biomaterial conhecido capaz de matar bactérias por contato.

### Regulação térmica
Cigarras de áreas desérticas, como Diceroprocta apache, controlam sua temperatura por evaporative cooling — análogo ao suor em mamíferos. Acima de 39 °C (102 °F), sugam excedente de seiva das plantas e expelem água por poros no térgito, a um custo energético moderado. Essa perda rápida de água só é viável porque se alimentam de seiva xilemática. Em temperaturas mais baixas, normalmente excretariam o excesso de água; com o resfriamento evaporativo, reduzem sua temperatura corporal em cerca de 5 °C. Algumas espécies não desérticas, como Magicicada tredecem, também se resfriam evaporativamente, porém menos intensamente. Por outro lado, muitas cigarras podem elevar voluntariamente sua temperatura corporal em até 22 °C acima do ambiente.

### Canto

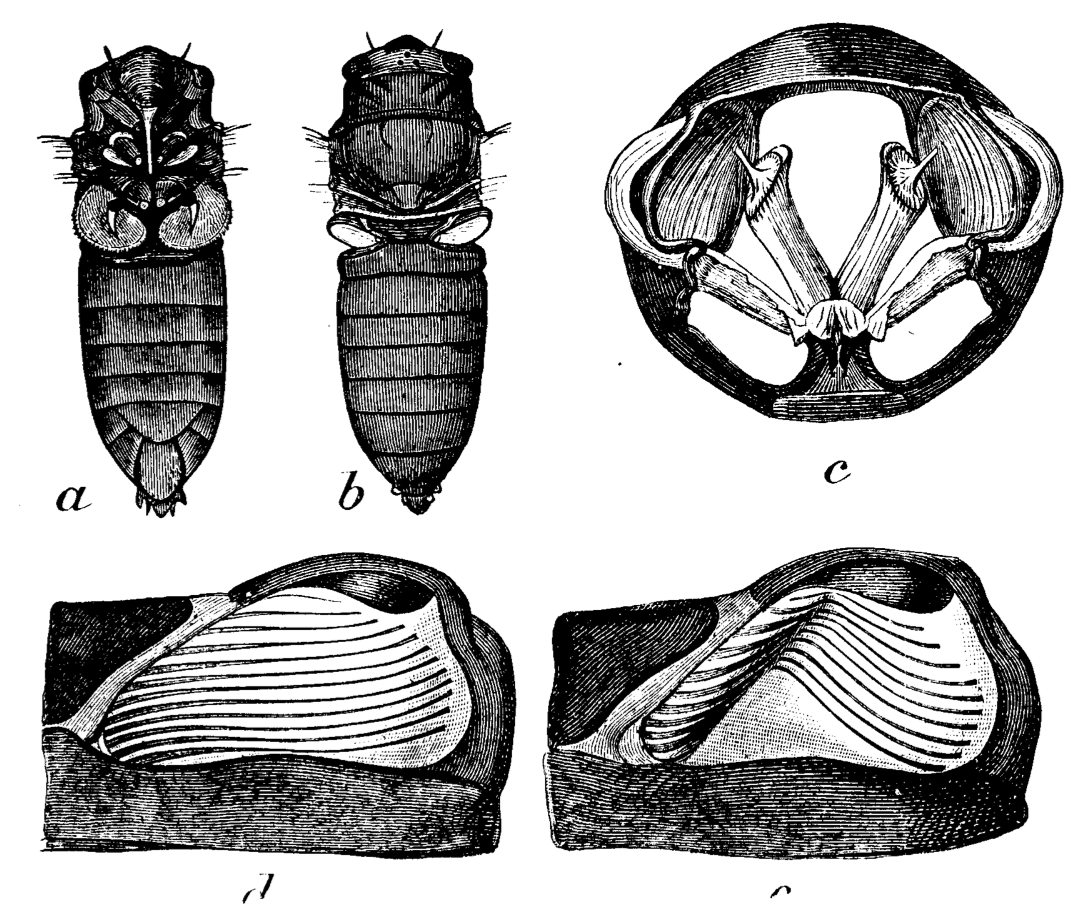
Órgãos produtores de som nas cigarras:
a, visão ventral do macho, mostrando covers;
b, vista dorsal, mostrando os tímbalos;
c, corte mostrando os músculos que fazem vibrar os tímbalos;
d, tímbalo em repouso;
e, tímbalo em vibração, como ao cantar

O “canto” dos machos é produzido principalmente pelos tímbalos, um par de estruturas em cada lado da região anterior do abdome. Esses tímbalos se contorcem por ação muscular e, feitos de resilina, desabam rapidamente ao relaxar, gerando o som característico. Algumas espécies também estridulam — esfregam as asas contra cristas no tórax — às vezes em conjunto com os tímbalos. Em Subpsaltria yangi, tanto machos quanto fêmeas estridulam. O som pode ser modulada por coberturas membranosas e cavidades ressonantes.
Em algumas espécies, o abdome oco atua como caixa de ressonância. Ao vibrar rapidamente as membranas, a cigarra funde os estalos em notas contínuas e amplia o som nas câmaras derivadas das traqueias. O macho também direciona o abdome em relação ao substrato para modular o volume. Cada espécie tem padrão próprio de combinação de cliques, garantindo atração apenas de parceiros adequados. As tettigarctídeas, cicadas peludas primitivas, têm tímbalos rudimentares em ambos os sexos e produzem vibrações no tronco em vez de sons aéreos, representando o estado ancestral da comunicação nas cigarras.

### Ciclo de vida
Em algumas espécies, os machos mantêm-se num local e cantam para atrair fêmeas; às vezes formam coros. Noutras, deslocam-se com chamadas mais suaves em busca de parceiras. As tettigarctídeas, por sua vez, vibram o substrato em vez de produzir som audível. Após o acasalamento, a fêmea faz cortes na casca de um galho para depositar os ovos. Machos e fêmeas vivem apenas algumas semanas após emergirem do solo: apesar de possuírem peças bucais capazes de ingerir líquidos vegetais, a alimentação adulta é mínima e a expectativa de vida natural fica abaixo de dois meses.
Ao eclodirem, as ninfas caem ao solo e cavam galerias. Vivem subterrâneas a até cerca de 2,5 m (8 pé), cavando com as pernas fortes e alimentando-se de seiva xilemática nas raízes. Nessas galerias, revestem paredes com fluidos anais. Em habitats úmidos, espécies maiores erguem torres de lama para arejar as galerias. Na última instar, escavam um túnel de saída e emergem, mudam de exoesqueleto (ecdise) junto a uma planta e transformam-se em adultos, deixando o exúvia preso à casca.
A maioria das espécies tem ciclo de vida de 2–5 anos. Algumas têm ciclos muito maiores, como o gênero norte-americano Magicicada, com “broods” de 17 anos (Brood XIII) ou 13 anos (Brood XIX). Esses ciclos longos teriam evoluído como resposta à predação por vespas-cicada e louva-deus, entre outros. Predadores com ciclos não primos não se sincronizariam com as emergências periódicas, reduzindo riscos. Uma hipótese alterna sugere que esses ciclos surgiram nas eras glaciares para superar períodos frios, gerando linhagens com períodos distintos que não se hibridizam, coincidindo apenas a cada produto de dois primos (13 × 17 = 221 anos), como em 2024, após 1803.

### Dieta
As ninfas sugam seiva do xilema de várias árvores — carvalho, cipreste, salgueiro, freixo e maple. Ao contrário do folclore que diz que adultos não comem, eles também bebem seiva com suas peças bucais sugadoras.
Excretam fluidos em jatos de gotículas devido ao alto consumo de seiva; esses jatos chegam a 3 m/s, o mais veloz já medido em animais, superando até elefantes e cavalos.

### Locomoção
Ao contrário de outros Auchenorrhyncha, as cigarras não são adaptadas ao salto. Caminham e voam, mas só decolam para distâncias maiores que alguns centímetros.

### Predadores, parasitas e patógenos

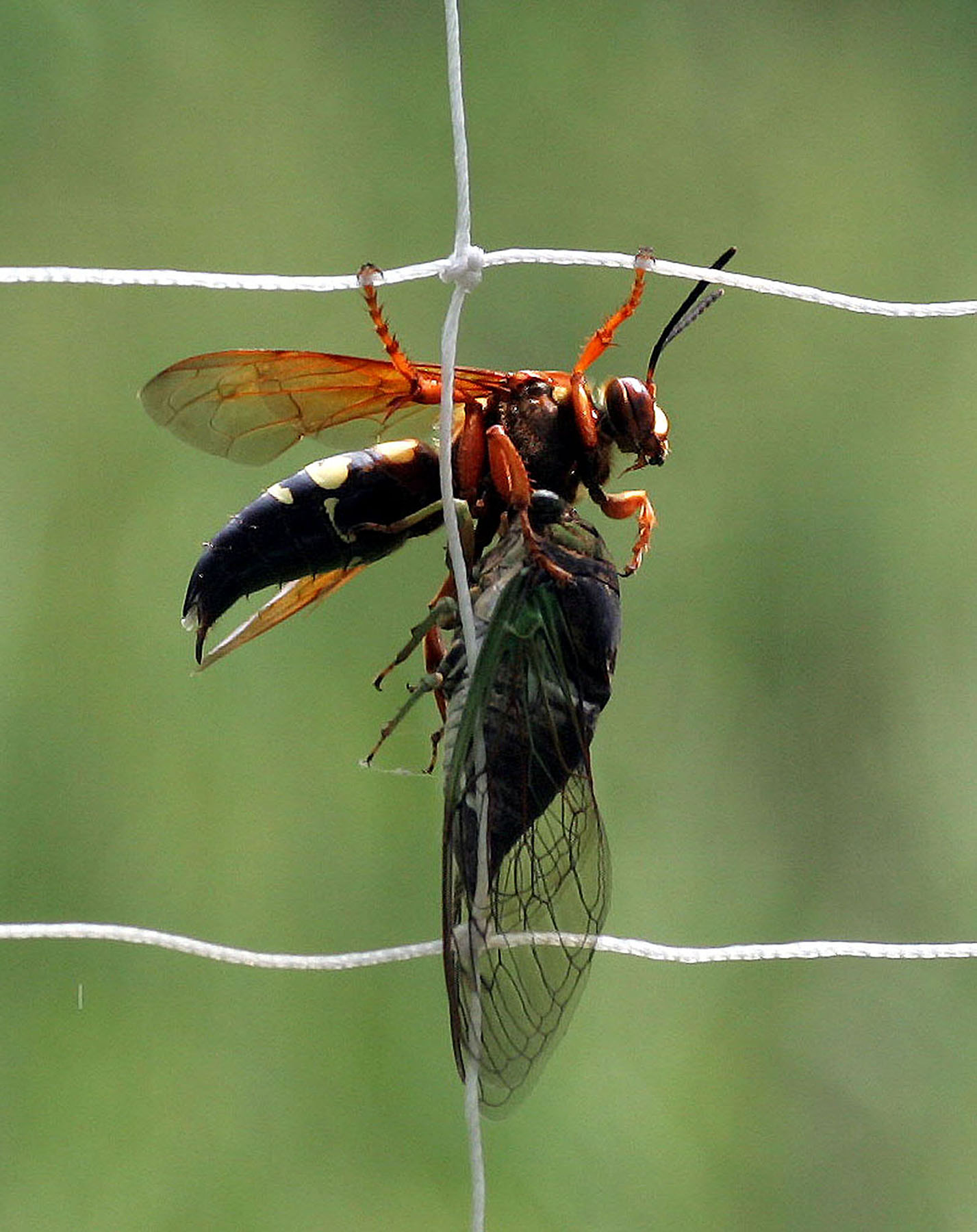
Vespa-cicada oriental (Sphecius speciosus) com presa de cigarra, EUA

São comumente predadas por aves e mamíferos, além de morcegos, vespas, louva-deus, aranhas e moscas-assassinas. Em emergências massivas, anfíbios, peixes, répteis e outros animais aproveitam o banquete. Ninfas recém-eclodidas podem ser comidas por formigas; subterrâneas, por mamíferos escavadores, como toupeiras. No norte do Japão, ursos-pardos desenterram ninfas de última instar no verão. Na Austrália, a vespa-cicada australiana (Exeirus lateritius) atordoa cigarras no alto das árvores, faz-as cair e as arrasta até seu ninho, às vezes percorrendo 100 m, onde colocam-nas em “catacumbas” como estoque alimentar para as larvas. Um gafanhoto australásio (Tettigoniidae) imita cliques de fêmeas de várias espécies para atrair machos, capturando-os em seguida. Seus ciclos primos dificultam a sincronização de predadores de vida mais curta.
Vários fungos entomopatogênicos atacam ninfas e adultos; Massospora cicadina infecta adultos de cigarras periódicas, com esporos adormecidos no solo entre as emergências, produzindo psilocibina e cathinona que alteram o comportamento dos infectados, beneficiando a dispersão fúngica.
Plantas também se defendem: coníferas resiníferas, como pinheiros, selam as cavidades de ovos de Magicicada, impedindo a eclosão.

### Como praga
As cigarras não mordem nem picam, mas podem confundir um braço humano com um galho e tentar sugar. Os machos produzem chamadas tão altas que podem causar perda auditiva humana.
Não são pragas agrícolas de grande impacto, mas em anos de emergência massiva as fêmeas podem escarificar ramos ao ovipositar, causando morte de galhos jovens ou desfolhamento parcial. Antes da emergência periódica, as ninfas maiores se alimentam intensamente, podendo prejudicar o crescimento das plantas. Espécies isoladas podem ovipositar em culturas como cana-de-açúcar, tâmaras, videiras, citros, aspargos e algodão, afetando-os.
Cicadas também podem danificar arbustos e árvores ornamentais, deixando cicatrizes nos ramos onde depositam ovos; em plantas jovens, isso pode levar à morte de ramos.

## Gêneros - lista geral
| - Abagazara - Abricta - Abroma - Adeniana - Aestuansella - Afzeliada - Ahomana - Akamba - Albanycada - Aleeta - Ambragaeana - Amphipsalta - Anapsaltodea - Angamiana - Arcystasia - Arenopsaltria - Arfaka - Arunta - Auta - Ayuthia - Azanicada - Babras - Baeturia - Balinta - Bavea - Beameria - Becquartina - Bijaurana - Birrima - Brevisiana - Burbunga - Buyisa - Cacama - Calopsaltria - Calyria - Capcicada | - Carineta - Chinaria - Chlorocysta - Chonosia - Chremistica - Chrysocicada - Cicada - Cicadatra - Cicadetta - Cicadivetta - Cigarra - Clidophleps - Coata - Conibosa - Cornuplura - Cosmopsaltria - Crassisternata - Cryptotympana - Cyclochila - Cystopsaltria - Cystosoma - Daza - Decebalus - Derotettix - Diceroprocta - Diceropyga - Diemeniana - Dilobopyga - Dinarobia - Dorachosa - Dulderana - Dundubia - Durangona - Elachysoma - Euryphara - Euterpnosia | - Fidicina - Formotosena - Fractuosella - Froggattoides - Gaeana - Gazuma - Gerodi - Glaucopsaltria - Graptotettix - Guaranisaria - Gudanga - Guineapsaltria - Gymnotympana - Hemidictya - Henicopsaltria - Henicotettix - Herrera - Higurashi - Hilaphura - Hovana - Huechys - Hylora - Illyria - Imbabura - Inyamana - Ioba - Iruana - Jacatra - Jafuna - Jassopsaltria - Jiraiya - Kanakia - Karenia - Katoa - Kikihia - Klapperichicen | - Kobonga - Koma - Kongota - Koranna - Kumanga - Lacetas - Lembeja - Lemuriana - Leptopsalta - Leptopsaltria - Ligymolpa - Lisu - Luangwana - Lycurgus - Lyristes - Macrosemia - Macrotristria - Magicicada - Malagasia - Malgachialna - Malgotilia - Maoricicada - Mapondera - Mardalana - Marteena - Masupha - Maua - Mauricia - Megapomponia - Meimuna - Melampsalta - Mendozana - Mogannia - Monomatapa - Mouia - Muda | - Musimoia - Musoda - Munza - Nabalua - Nablistes - Nelcynadana - Neocicada - Neomuda - Neoplatypedia - Nosola - Notopsalta - Novemcella - Okanagana - Okanagodes - Orapa - Orientopsaltria - Oudeboschia - Owra - Oxypleura - Pacarina - Paectira - Pagiphora - Paharia - Panka - Paragudanga - Paranistria - Parnisa - Parnkalla - Parvittya - Pauropsalta - Pinheya - Platylomia - Platypedia - Platypleura - Plautilia - Pomponia | - Prasia - Procollina - Prosotettix - Prunasis - Psallodia - Psaltoda - Psilotympana - Purana - Puranoides - Pycna - Quesada - Quintilia - Rhinopsalta - Rhodopsalta - Rustia - Salvazana - Sapantanga - Saticula - Scieroptera - Selymbria - Severiana - Sinosena - Sinotympana - Soudaniella - Spoerryana - Stagea - Stagina - Stellenboschia - Subpsaltr - Systophlochius - Tacua - Taipinga - Takapsalta - Talainga - Tamasa - Taphura | - Tanna - Terengganua - Terpnosia - Tettigades - Tettigarcta - Tettigetta - Tettigomyia - Tettigotoma - Thaumastopsaltria - Thopha - Tibicen - Tibicina - Tibicinoides - Tosena - Toxopeusella - Trismarcha - Tryella - Tugelana - Tympanistalna - Ueana - Urabunana - Venustria - Viettealna - Xosopsaltria - Xossarella - Zammara - Zouga |

## Principais tipos
Terpnosia vacua
Euterpnosia chibensis
Mogannia minuta
Platypleura kaempferi
Tanna japonensis
Meimuna opalifera
Oncotympana maculaticollis
Tibicen japonicus
Graptopsaltria nigrofuscata
Cryptotympana fucialis

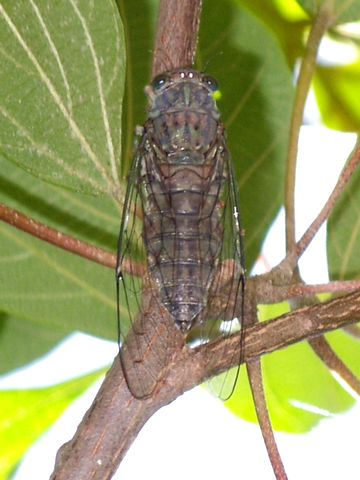
Euterpnosia chibensis
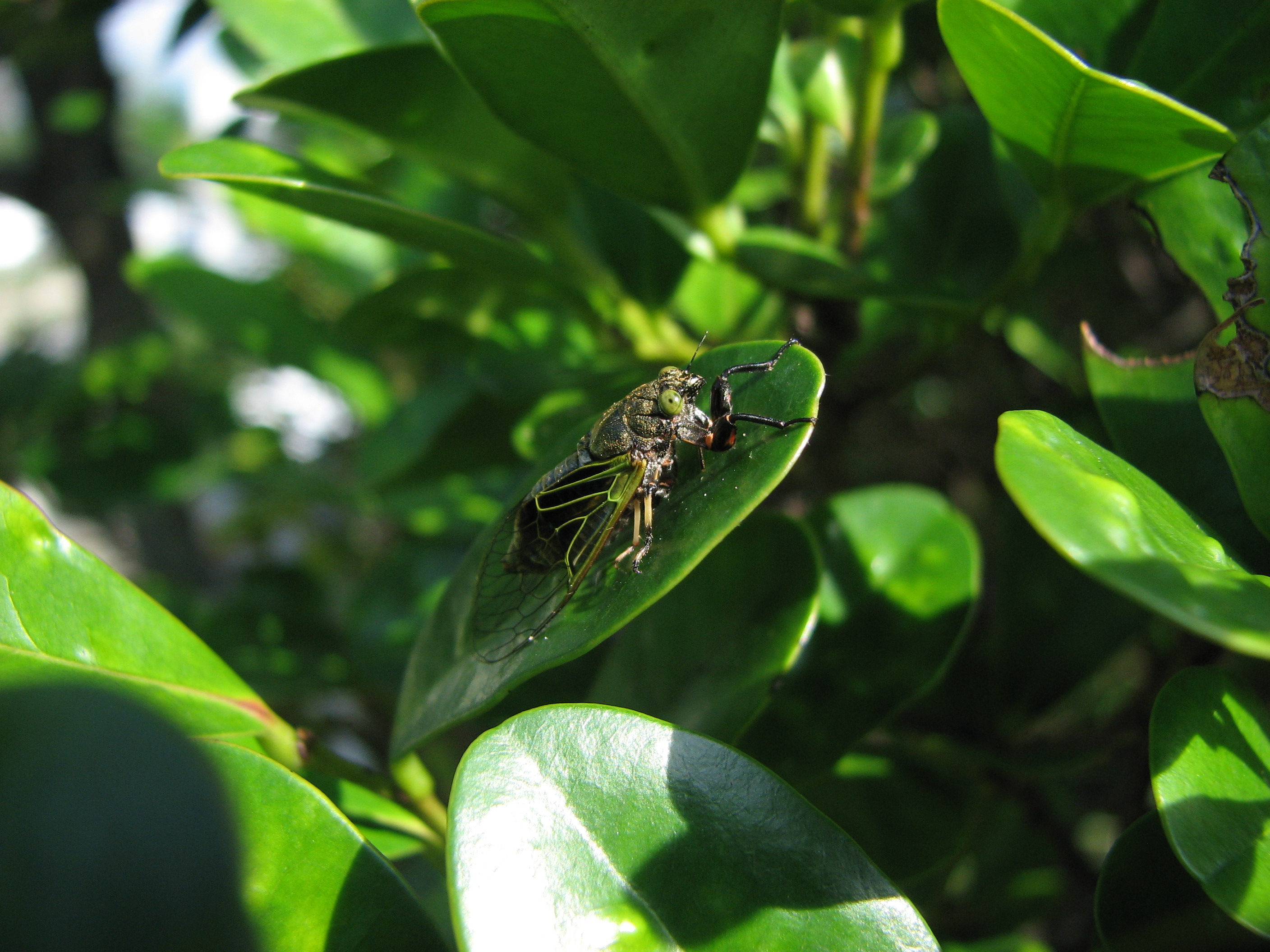
Mogannia minuta
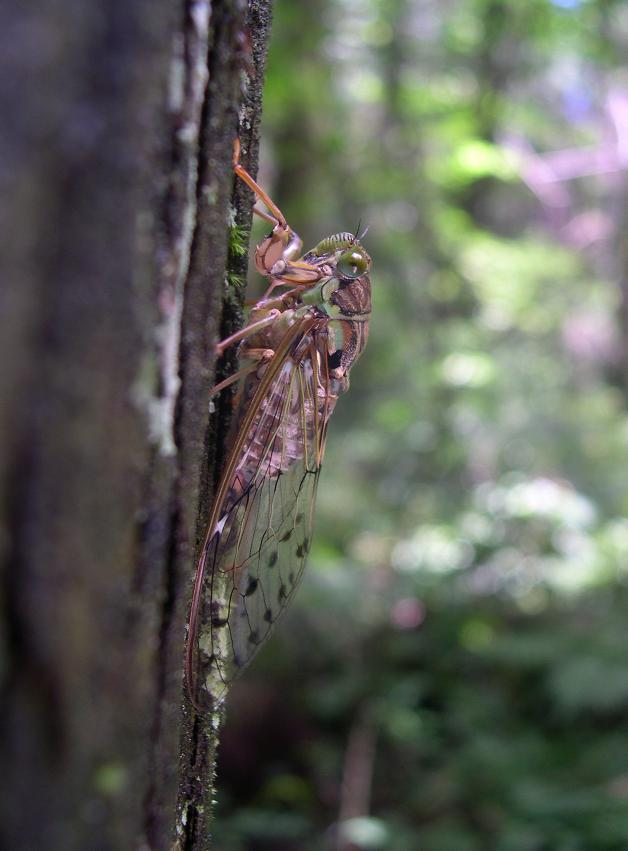
Tanna japonensis
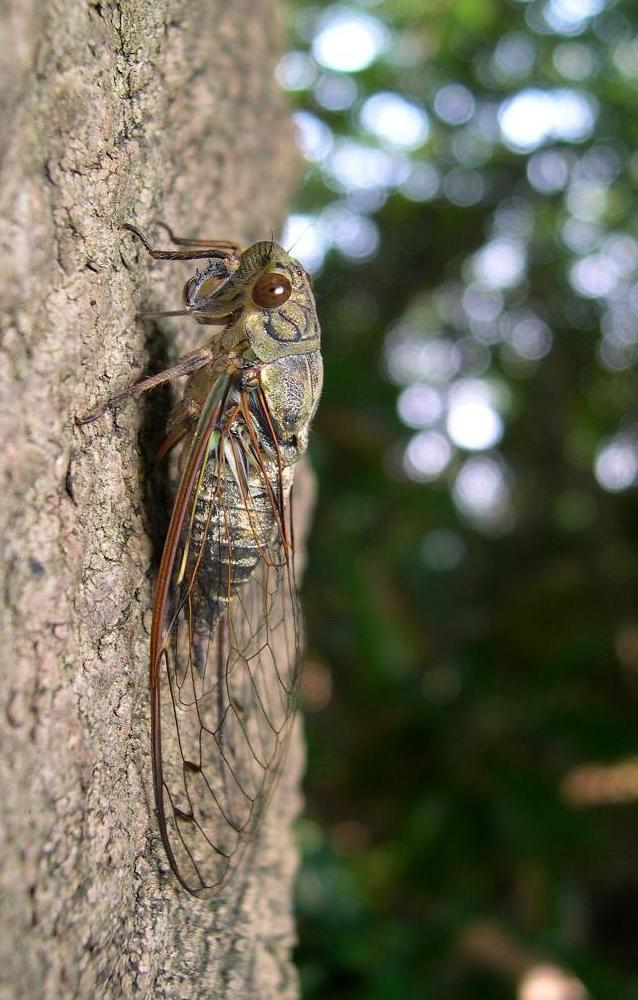
Meimuna opalifera
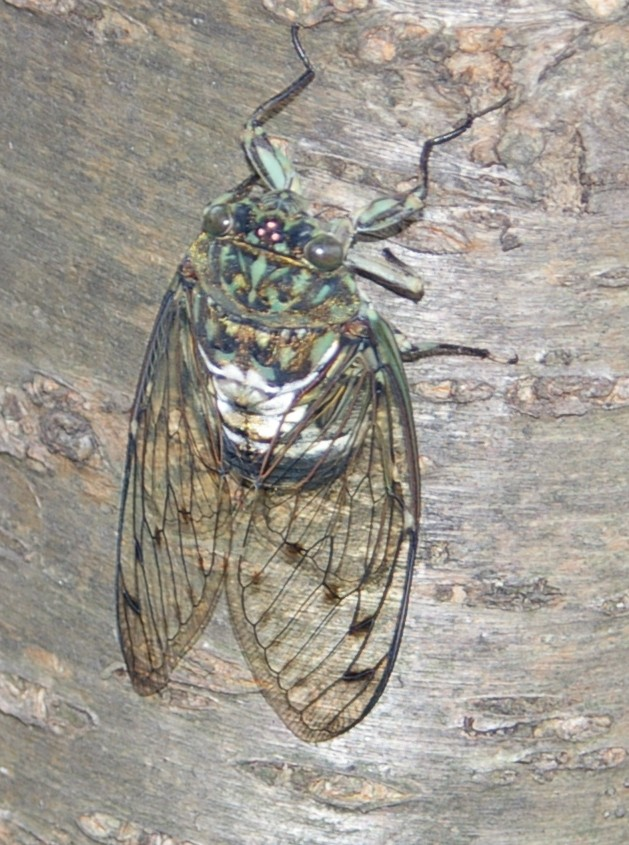
Oncotympana maculaticollis
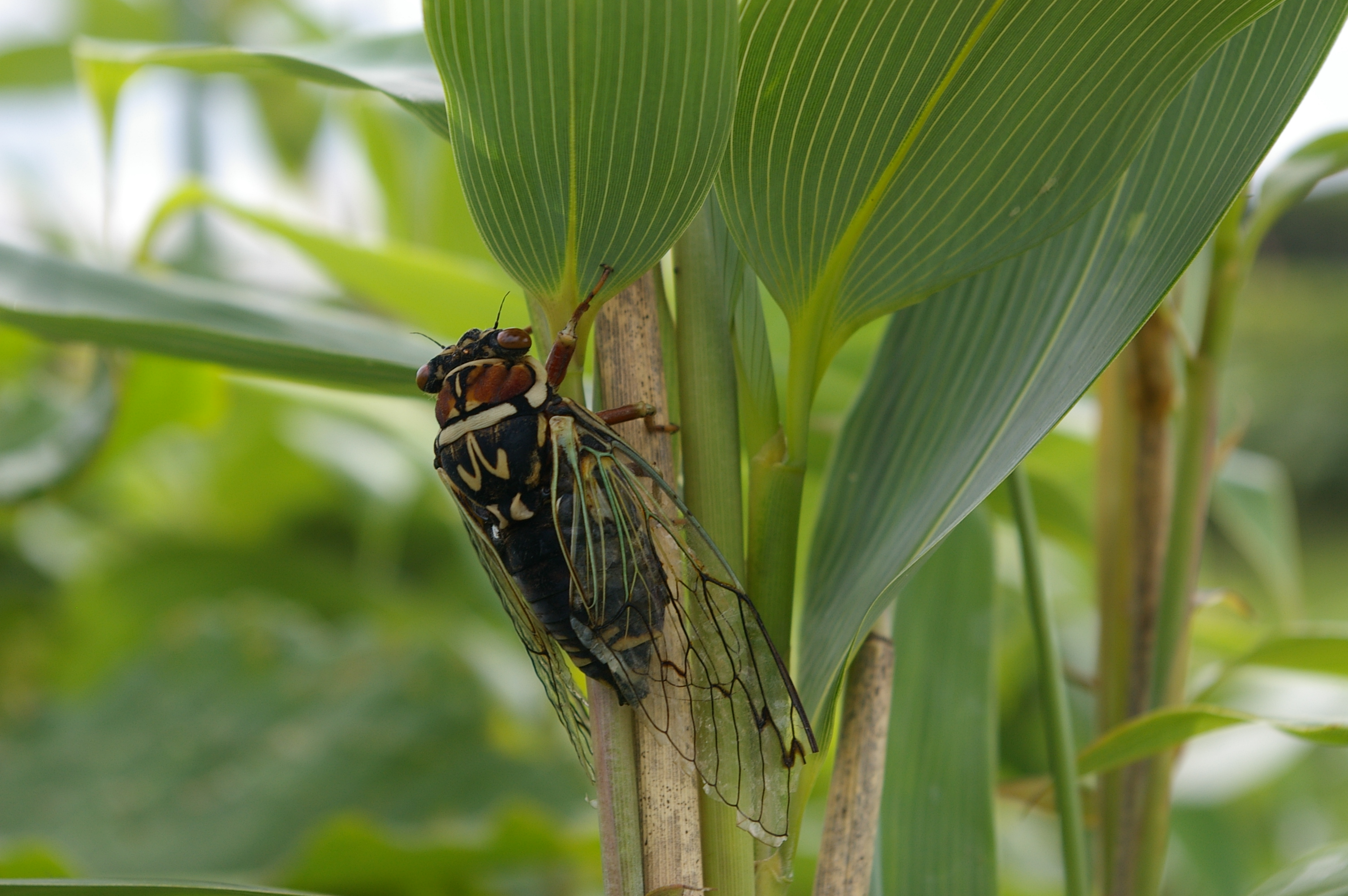
Tibicen bihamatus
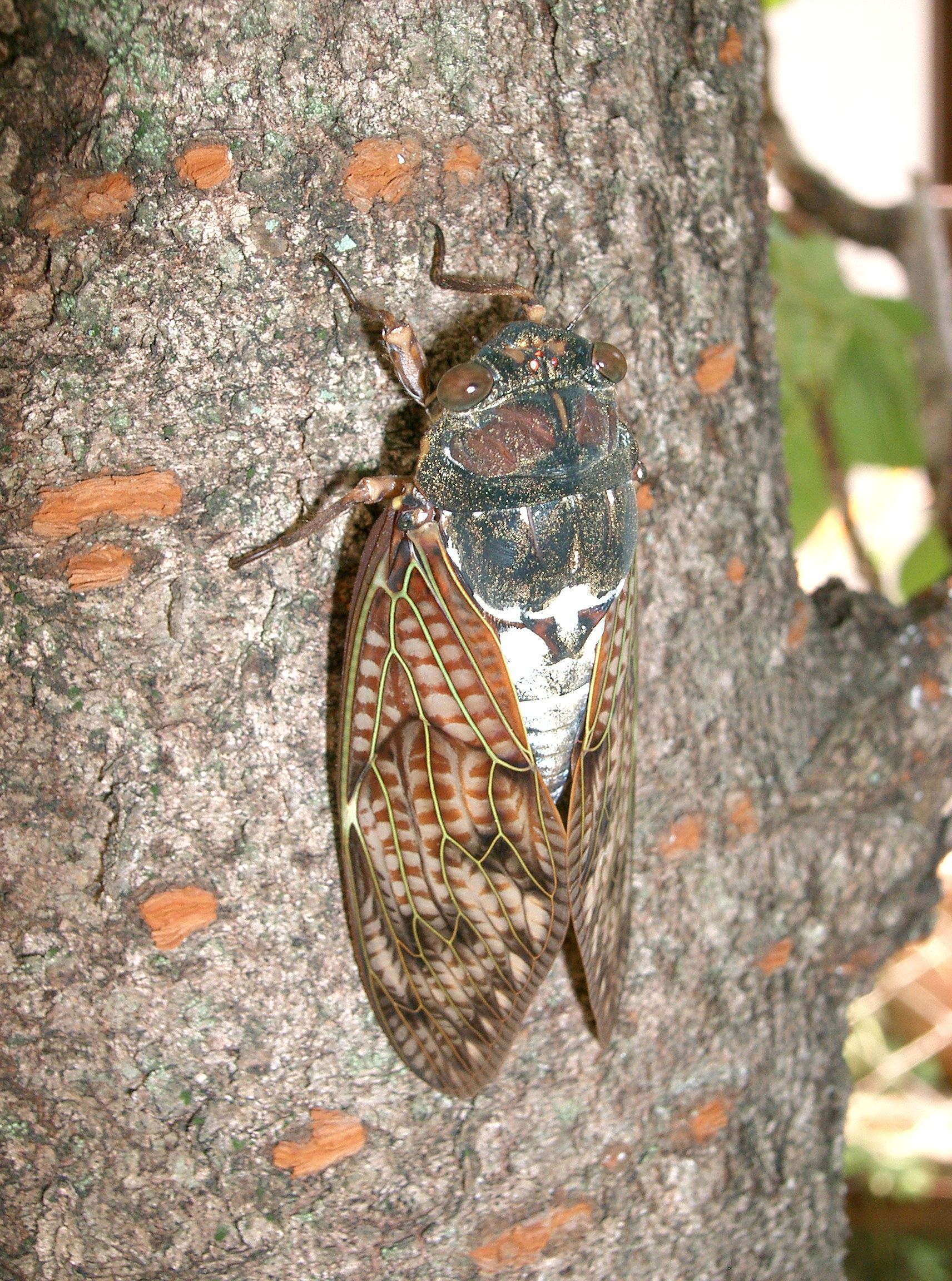
Graptopsaltria nigrofuscata
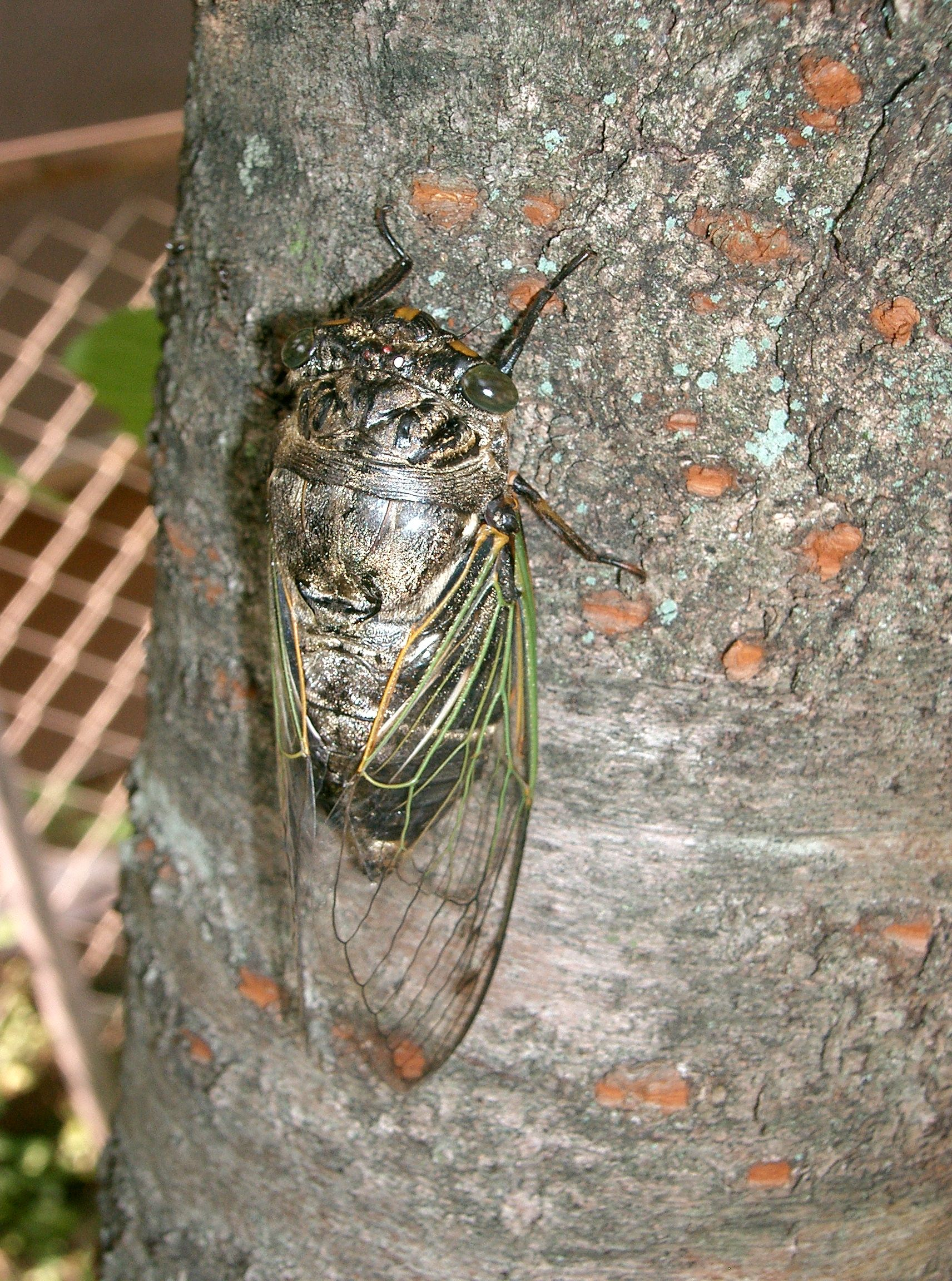
Cryptotympana fucialis

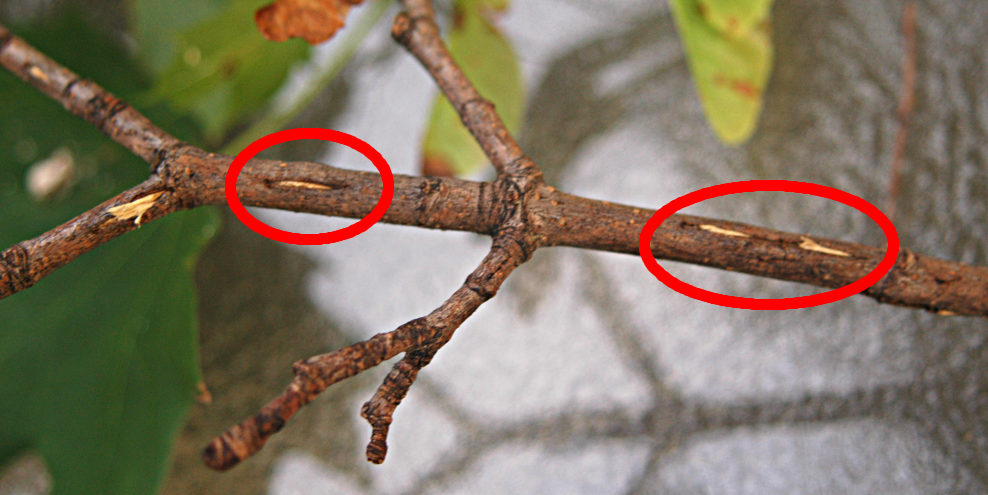
Ovos depositados nos cortes dessa árvore
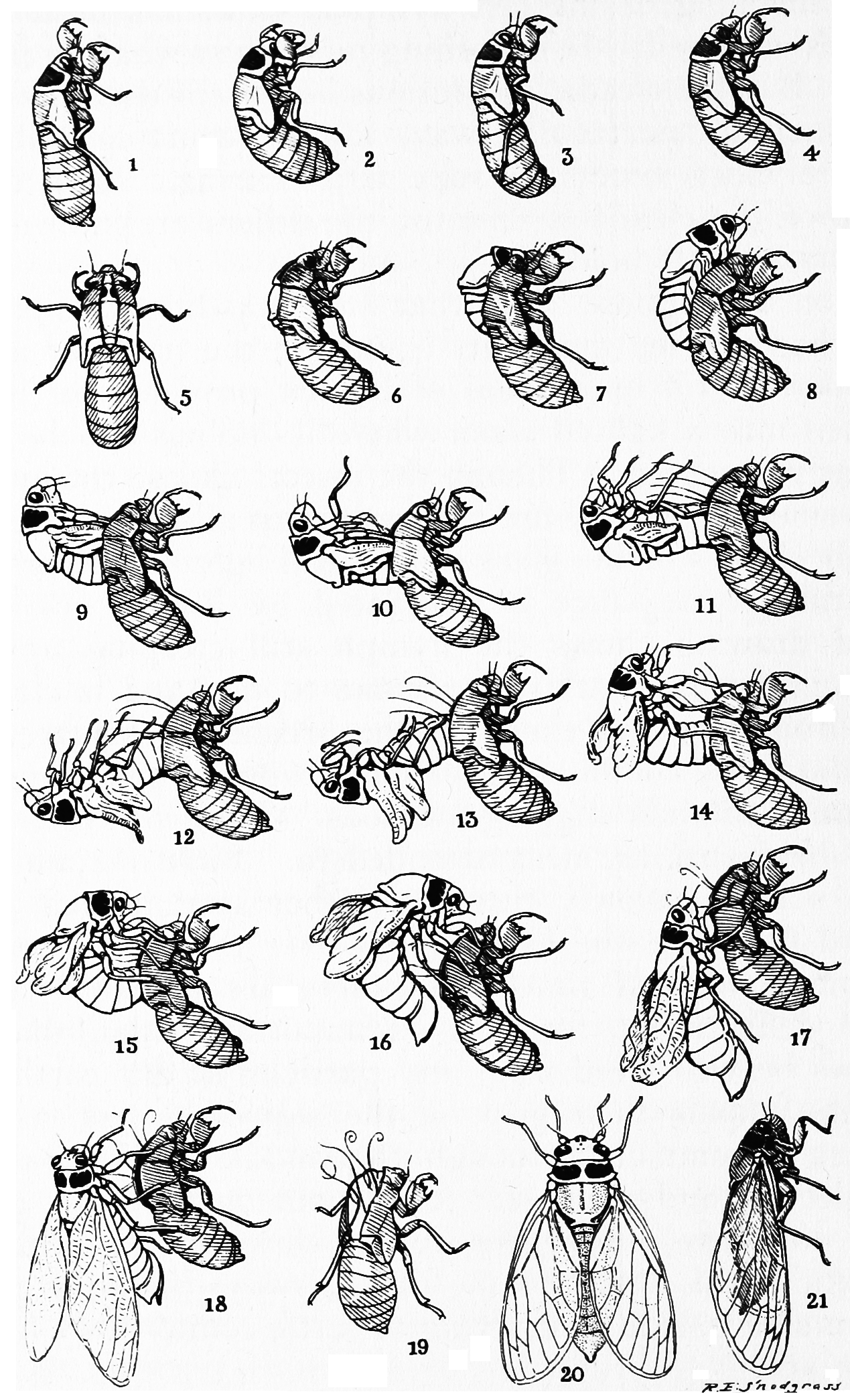
Período de transformação desde ninfa até adulto
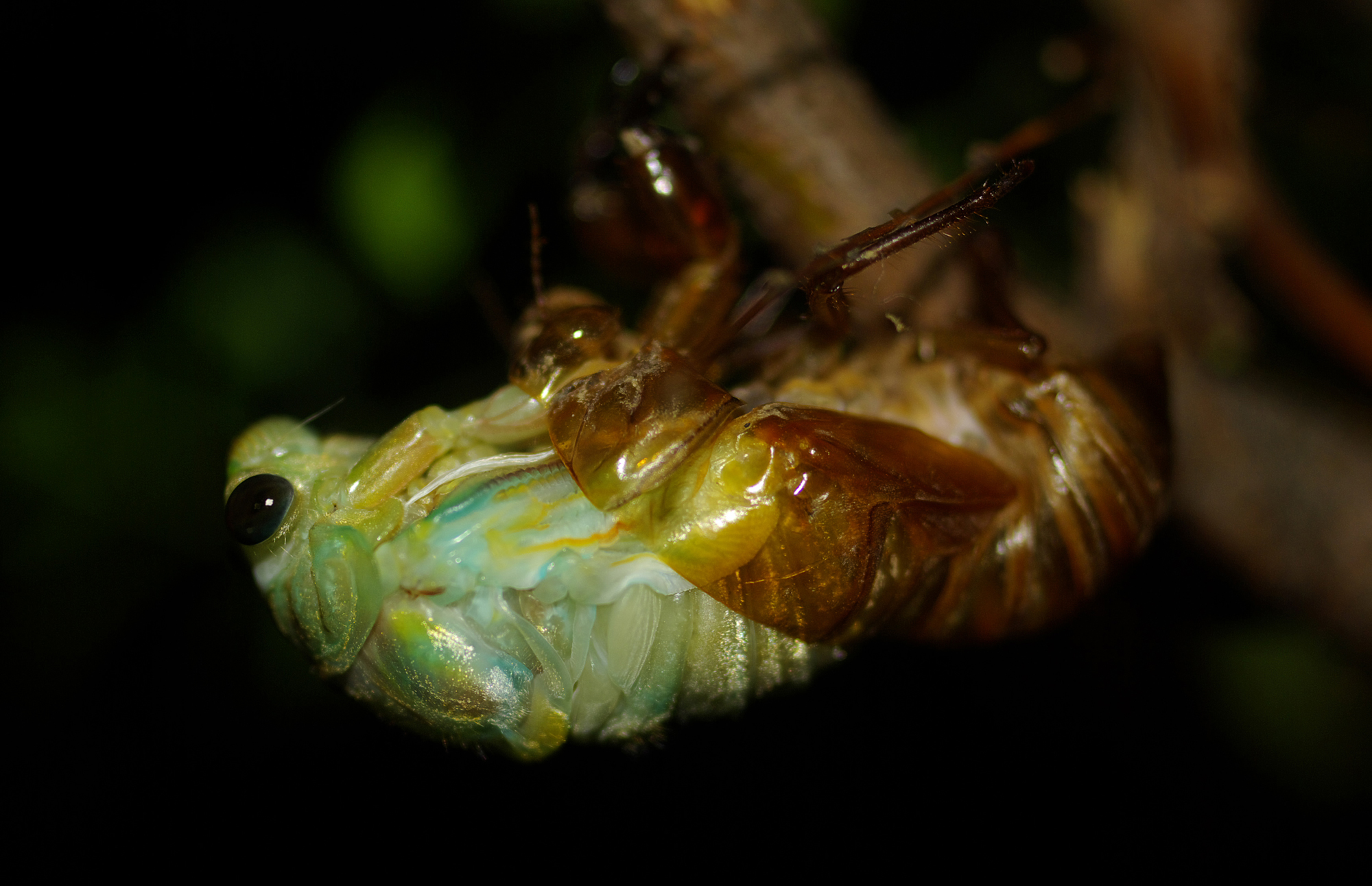
Saindo da casca rachada
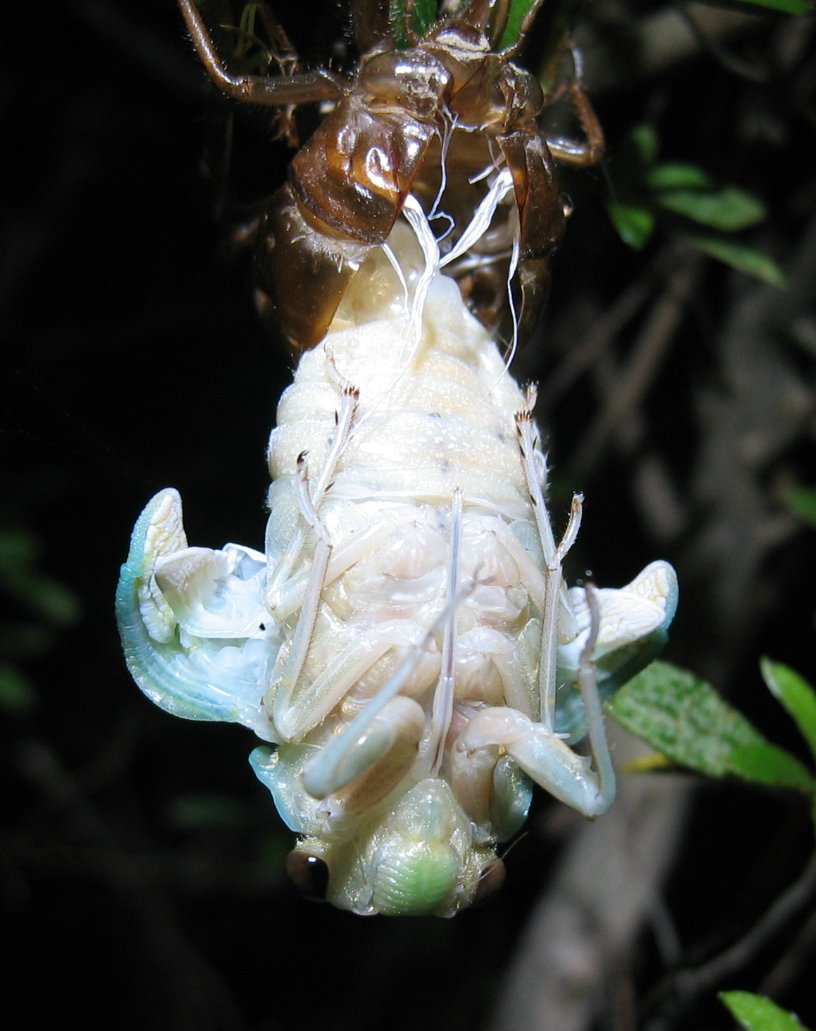
Sai totalmente
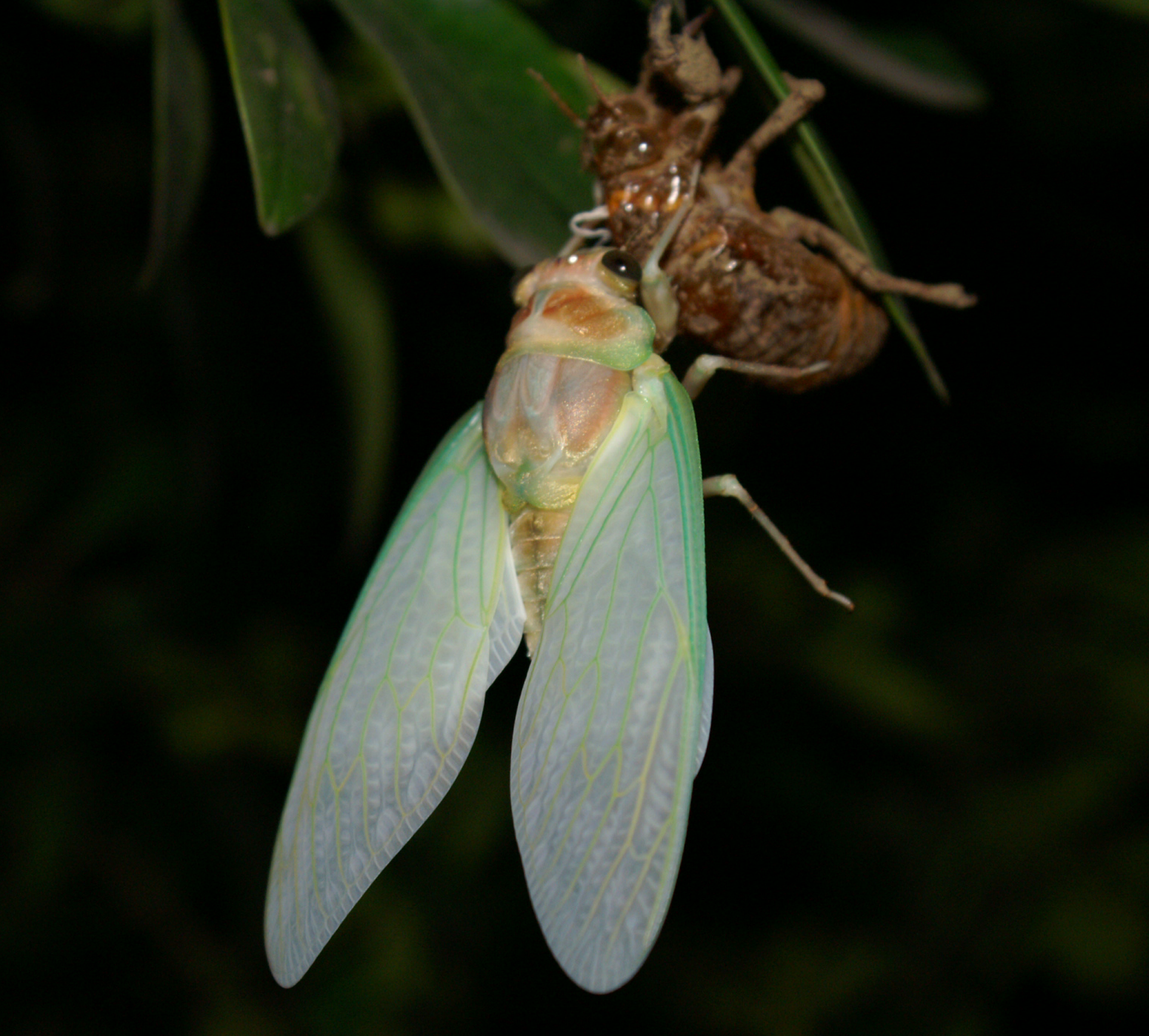
Pendurada pelas patas e esticando as asas
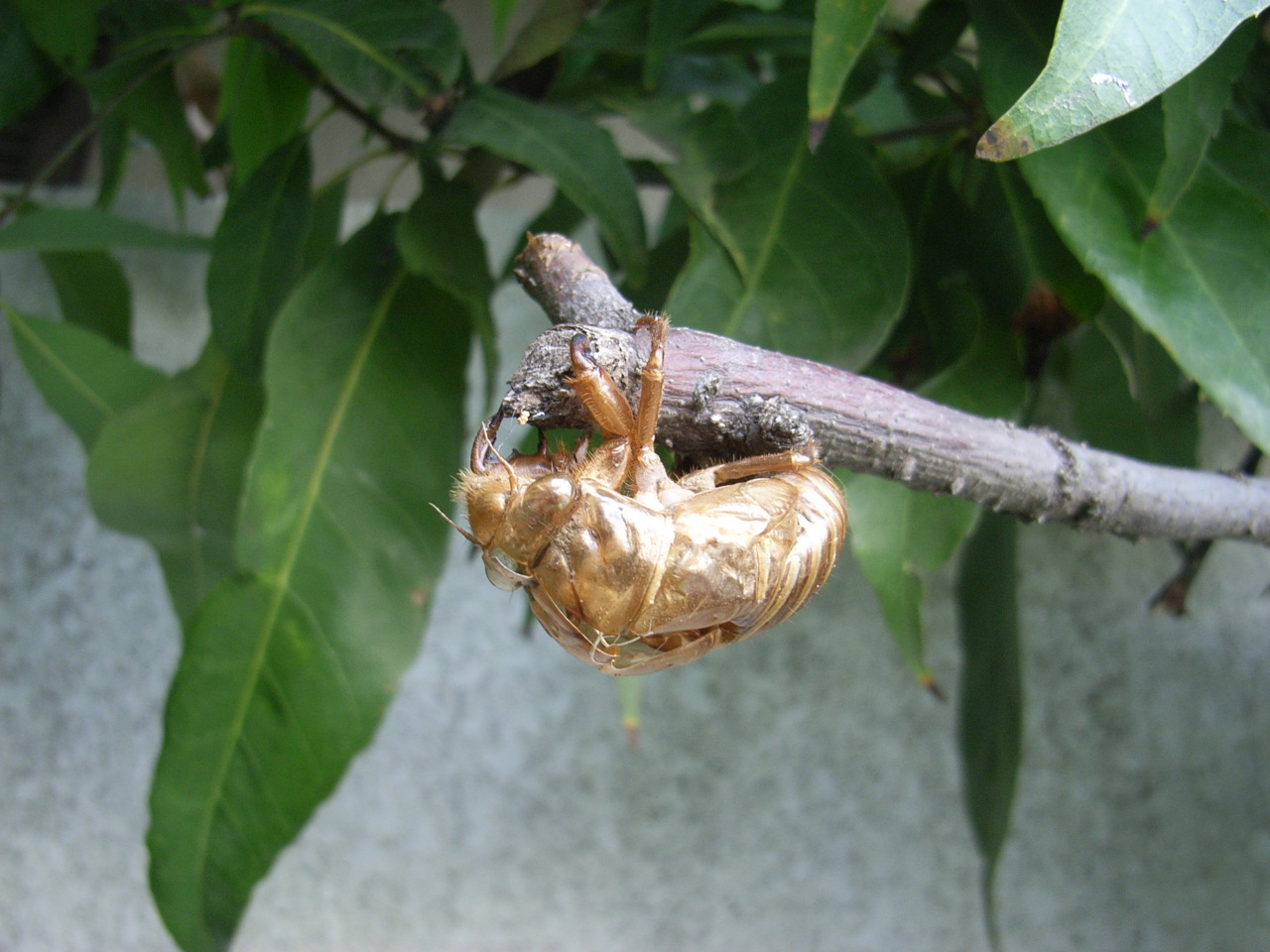
A casca permanece presa

### No Brasil
Carineta fasciculata Cigarra-do-cafeeiro
Cigarrinha-do-milho (Dalbulus maidis)
Cigarra-carineta (Carineta fasciculata)
Cigarra-do-cafeeiro (Fidicina spp)
Cigarra-do-cafeeiro (Quesada gigas)
Cigarra-fidicina (Ficidina pullata, F. drewseni e F. mannifera)
Cigarra-quesada (Quesada gigas e Quesada sodalis)
Cigarrinha (Oncometopia facialis)
Cigarrinha (Mahanarva fimbriolata)
Cigarrinha (Agallia albidula)
Cigarrinha (Deois flavopicta)
Cigarrinha (Deois incompleta)
Cigarrinha (Zulia entreriana)
Cigarrinha (Acrogonia terminalis)
Cigarrinha-verde (Empoasca kraemeri)
Cigarrinha-da-folha (M. rubicunda identata)
Cigarrinha-das-raízes (Mahanarva fimbriolata)
Cigarrinha-das-crucíferas (Aethalion reticulatum)
Cigarrinha-das-folhas (Mahanarva posticata)
Cigarrinha-do-CVC (Dilobopterus costalimai)
Cigarrinhas-das-pastagens (Decis flavopicta)
Cigarrinhas-das-pastagens (Deois schach)
Cigarrinhas-das-pastagens (Tomaspia sp.)